# Psychologické směry
Psychologie je věda, která studuje lidské chování, mentální procesy a tělesné dění včetně jejich vzájemných vztahů a interakcí. Jako samostatný vědní obor se vydělila se ve druhé polovině 19. století pod vlivem přírodních věd z filozofie.
Psychologie nemá jednotné paradigma a od jejího vzniku existuje více psychologických směrů. Přestože jednotlivé směry byly v první polovině 20. století vůči sobě ostře vyhraněny, dnes existují paralelně vedle sebe. V současnosti lze vymezit nejméně pět hlavních teoretických přístupů, které existují, které se liší podle oboru zájmu, zaměřují se na rozdílná témata a používají často svébytné výzkumné přístupy. Jsou to směry biologický, behaviorální, psychodynamický, fenomenologický a kognitivní. Další autoři uvádějí ještě gestalt psychologie a občas sem bývá řazen ještě kulturní přístup, zdůrazňující kulturní a národnostní rozdíly.

## Hlavní současné psychologické směry

### Biologický přístup
Biologický přístup je pěstován zejména v rámci stejnojmenného psychologického oboru (biologická psychologie). Zabývá se studiem neurofyziologických procesů, jež jsou základem chování a prožívání, a její vznik umožnila aplikace biologických experimentů na studium myšlenkových jevů. Tělo a mysl jsou v rámci biologické psychologie považovány za neoddělitelný celek a ve středu výzkumu je zejména mozek a nervová soustava, stojící v pozadí mnohých psychických jevů. Klade se například otázky, které mozkové oblasti se podílejí na učení, myšlení, pocitech, vnímání, chápání, anebo jaké oblasti mozku jsou namáhány při poslechu hudby nebo řešení matematických příkladů apod. K tomu využívá postupy, jako je například pozitronová emisní tomografie či funkční magnetická rezonance.
Typický biopsychologický pohled chápe například depresi jako poruchu v důsledku abnormálních změn nepříznivě ovlivňujících hladinu neurotransmiterů, nebo dětskou amnézii jakou důsledek nezralosti hipokampu (který se podílí na upevňování vzpomínek), neboť tato část mozku není v období roku až dvou po narození ještě plně vyvinuta. Roger W. Sperry prováděl experimenty s přerušením spojení mezi oběma hemisférami mozku v oblasti corpus callosum, (tzv. komisurotomii), záhy po operaci epileptičtí pacienti zpozorovali, že se jejich levá ruka chová, jakoby měla svou vlastní hlavu (symptom odcizené ruky – ang. alien hand) a někteří pacienti viděli, jak jedna jejich ruka zapíná knoflíky u košile a druhá je odepíná (intermanuální konflikt).
Součástí biologické psychologie je také přístup nazývaný evoluční psychologie, která studuje genetické základy lidské psychiky a jejíž představitelé vesměs navázali na Darwinovo dílo. Již William James v knize Principy psychologie (1890) vyslovil domněnku, že velká část lidského chování je regulována instinkty podobně jako u zvířat. Edward O. Wilson (kniha Sociobiologie) tvrdí, že se psychické procesy a vlastnosti vyvíjely stejně jako biologické mechanismy procesem přirozeného výběru.
Klasičtí evoluční biopsychologové předpokládají, že v mozku existují vysoce specializované oblasti, např. pro výběr sexuálního partnera nebo pro boj o místo v sociální hierarchii.

### Behaviorální psychologie
Předmětem studia behaviorální psychologie je studium objektivně pozorovatelných faktů (nikoli introspekce, ta je podle behavioristů nevědecká), smysl má tedy studium chování. Zakladatelem přístupu je John B. Watson (1878–1958), který psychologii definoval jako vědu o chování (z angl. behaviour = chování). Jednotkami chování jsou S–R (stimul – reakce; chování je vnímáno jako prostá reakce na předchozí vnější podnět), přičemž je zcela vynechána osobnost a psychika člověka – behaviorismus se ve své radikální podobě snažil opustit zkoumání subjektivních pocitů a zaměřit se na zkoumání chování člověka. Při formování osobnosti proto hraje klíčovou roli učení.
V 60. letech minulého století se začaly v behaviorismu prosazovat sociálně–kognitivní teorie učení. Albert Bandura, Julian Rotter, Walter Mischel už předpokládali, že lidé nejsou pouhým produktem vnějších vlivů, ale mohou okolní prostředí aktivně modifikovat a vytvářet. Lidé se pozvolna učí reagovat na různé životní situace díky tzv. observačnímu učení (z ang. observer – přihlížející). Lidské chování je ovlivňováno také tím, že lidé dokáží popsat svou vnitřní psychickou zkušenost. S tím raný behaviorismus nepočítal. Behaviorismu vděčíme za vznik behaviorální terapie, která má za úkol nahradit nežádoucí reakce reakcemi žádoucími, což následně zvyšuje adaptabilitu jedince ve společnosti.
Hlavní kritika behavioristické psychologie směřovala na přeceňující roli výchovy, neuznávání vrozené psychické dispozice a opomenutí vnitřních duševních pochodů jako vědou nezkoumatelných, proto je dnes radikální behaviorismus prakticky mrtvý. V 50. letech na něj však navázal neobehaviorismus, založený Edwardem Tolmanem (1886–1959), který je velmi radikální a částečně obnovuje učení J. B. Watsona. Silný byl především v USA. Na základě analýzy vztahů mezi podněty z okolí a chováním organismu vznikají určité pochody uvnitř jedince, které tyto podněty zprostředkovávají. Neobehavioristé měli teorii, že na stejný podnět musí všichni jedinci reagovat stejně – dokázali však, že to tak není (např. Tolmanova intervenující proměnná).

### Psychodynamická psychologie
Předmětem studia psychodynamické psychologie je prozkoumávání nevědomé oblasti lidské psychiky, tedy nevědomí a podvědomí. Vesměs navazuje na psychoanalýzu a jejího zakladatele Sigmunda Freuda. Podle něj všechny duševní prožitky a projevy chování mají svou příčinu, jsou tedy determinovány, a obvykle nemají vědomý racionální důvod, ale nevědomý motiv. Podle Freuda jsou právě nevědomé pudové impulzy (sexuální a agresivní) restriktivně potlačovány společností, což vede k tomu, že jsou přesunuty z vědomí do nevědomí, odkud nadále ovlivňují psychiku. Tím Freud naznačuje, že vědomí je obranným valem proti nevědomí.
Alfred Adler, Carl Gustav Jung, Karen Horneyová, Erich Fromm, Harry Stack Sullivan a další psychologové vytvořili vlastní psychodynamické teorie a všechny je charakterizuje studium nevědomí a tvrzení, že zkušenosti v raném dětství rozhodujícím způsobem ovlivňují další vývoj osobnosti. Psychoanalýza se opírá především o klinické případové studie, například Sigmund Freud vystavěl svůj směr na pracích o neurotických pacientkách trpících hysterií.
Do tohoto směru spadají například již zmíněná psychoanalýza nebo analytická psychologie. To je směr obsahující teorie o kolektivním nevědomí lidstva, jež je souborem tzv. archetypů (archetypy – předobrazy jsou chápány jako univerzální symboly a podklady, ze kterých se vytvořila naše kultura). Jung je také autorem bipolární typologie temperamentu, kde vycházel ze vztahu jedince k okolí (introvert vs. extrovert)
- Odklon od Freudovy teorie pudů a materialismu.

### Fenomenologický přístup
Předmětem studia fenomenologicky zaměřené psychologie je problematika lidského bytí a jeho smyslu ve světě, tedy prožívání, lidského svědomí či osamění. Je tak v opozici vůči behaviorální a psychodynamické psychologii svým humanistickým a filozofickým zaměřením. Fenomenologická psychologie je nedeterministická, předpokládá u člověka schopnost volby. Centrem lidské zkušenosti je vědomí.
Evropský a americký přístup se tradičně liší: v Evropě, kde byla dominantní zejména existenciální analýza a daseinsanalýza, se psychologové zaměřovali převážně na smysl života, prožívání úzkosti, odloučení, izolace, přijetí apod. Americký směr (tzv. humanistická psychologie) zdůrazňovala pozitivní aspekty lidské přirozenosti. K fenomenologické psychologii lze přiřadit i nejrůznější konstruktivistické směry a stejně, jako psychoanalýza, má fenomenologický přístup omezené možnosti výzkumu.
K fenomenologicky zaměřené psychologii lze mimo jiné přiřadit různé směry konstruktivistické psychoterapie, jejíž představitelé zdůrazňují, že každý člověk sám v sobě vytváří (konstruuje) realitu, v níž se právě nachází (fenomenální svět). Tak je možné pacientovi nabídnout i jiné alternativy a náhledy při hledání jeho životní orientace.
Klíčovými představiteli jsou Ludwig Binswanger (tvůrce daseinsanalýzy, 1881–1966), Medard Boss (představitel daseinsanalýzy, 1903–1991) či Viktor Frankl (tvůrce logoterapie, 1905–1997)

### Kognitivní psychologie
Za zakladatele Kognitivní psychologie bývá považován George Kelly (1905–1967). Předmětem jejího studia jsou mentální (myšlenkové, rozumové, duševní, psychické), ale především poznávací procesy. Kognitivní psychologie chápe lidskou psychiku jako systém zpracování informací. Zkoumá takové procesy, jako je smyslové poznávání, představivost, fantazie, myšlení, včetně usuzování, rozhodování a řešení problémů, paměť a učení; její výzkum také zahrnuje schopnost abstrakce, řeči a pozornosti. V souvislosti s informacemi řeší otázku pamětných stop, kapacity mozku, umělé inteligence. Zaměřuje se rovněž na matematické zpracovávání informací uložených v mozku, na počítačové programování a umělou inteligenci, používá se počítačová metafora analogie mezi lidským mozkem a počítačem. Ukazuje se ale, že průběh zpracování informace v lidské mysli a v počítači je odlišný. Lidská paměť informace spontánně třídí a zpracovává.
Jean Piaget je autorem teorie kognitivního vývoje. Herbert A. Simon a Allen Newell zkoumali pomocí počítačové simulace postupy při řešení problémů. Ulric Neisser tvrdí, že chceme-li pochopit chování, musíme zkoumat vnitřní mentální události.
Za rozhodující jsou v kognitivní psychologii považovány poznávací procesy, kterými se vytváří vnitřní obrazy (modely) vnějšího světa. Skrze ně je člověk schopen sebereflexe a vytváření své hodnotové orientace. Cílem každého učení je podle kognitivních psychologů schopnost člověka vyhledat a zpracovat informace. Člověka chápou jako aktivního tvora, který je schopen informace použít k sebereflexi, kterou promítne do hodnotového systému zdokonalování, sebevýchova, seberealizace, sebereflexe.

### Gestaltistická psychologie
Předmětem studia tvarově zaměřené psychologie je zkoumání psychických fenoménů celostní (holistické) povahy, a to s využitím metody introspekce. Gestaltisté byli výrazně ovlivněni filosofickou fenomenologií a rovněž se inspirovali objevem magnetického pole. Tvarová psychologie ovlivnila především kognitivní psychologii, sociální psychologii (struktura a dynamika malé nebo velké skupiny) a dále pak psychoterapii. Za její zakladatele bývají považováni Max Wertheimer (1880–1943) a Wolfgang Köhler (1887–1967).
Max Wertheimer, Kurt Koffka a Wolfgang Köhler tvrdí, že psychické jevy nemůžeme považovat za pouhou sumu částí, ale vynořují se v duševním světě jako fenomény samy o sobě. Celek je vždy něco jiného, než suma částí, z níž je sám složen; tvar je komplexní a nadsumativní kvalita. Duševní proces je proto proces strukturování, tvoření celků. Prožívání je dáno do předem daných forem (struktur). Na rozdíl od behavioristů mají gestalt psychologové také jiné pojetí učení – chápou jej jako schopnost člověka řešit problémovou situaci.
Noam Chomsky je myšlenkovým pokračovatelem gestaltismu, neboť tvrdí, že vývoj řeči je determinován geneticky danými mozkovými strukturami, které jsou základem převážně vrozených mentálních programů.
Podle gestalt psychologů nelze úplně oddělit biologické, psychologické a sociální jevy a procesy. Například lidské oko vidí přerušovanou čáru jako jediný celek; obdobně trojúhelník, z něhož zbyly jen úhly, identifikuje opět jako trojúhelník. Podobné procesy pak podle nich fungují i v lidské psychice a ve vnímání sociálních vztahů. Max Wertheimer také pojmenoval fí fenomén, tedy efekt, kdy rychle po sobě jdoucí obrazce splývají, což je základ filmu. Princip vzniku gestaltu (celku) v myšlení ilustruje vhled do problémové situace Wolfganga Köhlera, tedy okamžik, kdy náhle pochopíme vše, co nám předtím mnohokrát nešlo. Někdy je této situaci přezdíváno též aha fenomén.

## Další psychologické směry a školy
V psychologii lze identifikovat řadu dalších výzkumných a vědeckých proudů. Některé jsou spíše historickým přístupem, některé jsou aktuální dodnes.

### Experimentální psychologie
Experimentální psychologii založil Wilhelm Wundt (1832–1920), označovaný též za zakladatele celé psychologie, když dal vzniknout první psychologické laboratoři v Lipsku v roce 1879. Přístup je nazývaný také psychologií elementovou – experimentálními metodami zkoumala základní elementy lidské psychiky (počitky, vjemy, pocity…). Tomuto směru vděčí psychologie za objevení řadu významných pojmů, například:
- asociační zákony – popisují spojování počitků ve vjemy (např. zákon podobnosti, zákon kontrastu);
- apercepce – vlastnost vnímání, která uvádí nové podněty do souvislosti s minulou zkušeností a pamětí, což je základem pro integritu (celistvost) psychiky.

Experimentální psychologii vděčíme též za metodu introspekce. Ta však byla v pozdějších obdobích terčem kritiky coby vědecká metoda, protože je to metoda velmi subjektivní (člověk jen stěží může objektivně hodnotit sám sebe)

### Gruzínská škola
Vytvoření gruzínské psychologické školy je spojeno se jménem D. N. Usnadze (1886–1950). Podle gruzínské školy psychologie může jen tehdy správně objasňovat, jestliže bude vycházet z toho, že naše vědomí je určováno sociálně a historicky. Usnadze psal o rozvoji psychiky a o stupních, které předcházejí vzniku vědomí. Protože vědomí je vyšší forma vývoje psychiky, musí mu předcházet rané, předvědomé formy vývoje. Nejobecnějším příznakem psychiky je podle Usnadzeho odraz skutečnosti a schopnost realizovat cílesměrné chování vědomím. Protože pro aktivní subjekt je nutnou podmínkou činnost, musí mít subjekt možnost obrážet tuto činnost i v těch případech, kdy vědomí není dáno.
Podle Usnadzeho každá konkrétní činnost nutně předpokládá dva faktory: subjektivní (potřeba) a objektivní (situace jejího uspokojení). Potřeba může objasnit působení objektu na subjekt jen díky tomu, že sama je chápána v teorii ustanovky jen jako výsledek několikanásobného působební objektu.

### Humanistická psychologie
Jako zakladatelé humanistické psychologie jsou označováni Abraham Maslow (1908–1970) a Carl R. Rogers (1902–1987). Oproti behaviorismu tento směr klade důraz na tvořivost, oproti psychoanalýze zase zdůrazňování vědomí a sebeuvědomování. Oběma směrům vytýká, že se na psychiku člověka orientují až tehdy, je-li „nemocná“. Zdůrazňují, že je třeba prevence, a například humanistická psychoterapie se zaměřuje i na rozvoj osobnosti zdravých lidí.
Člověka chápou humanističtí psychologové jako svobodného tvora, který život utváří sám svými vlastními volbami, za které je zodpovědný. Proslulá je v tomto ohledu Maslowova hierarchie potřeb.
Pokračováním tohoto směru je neohumanistická psychologie, která se zabývá chováním člověka – vnější prostředí a chování organismu ovlivňuje podle ní vnitřní organismus.

### Transpersonální psychologie
Transpersonální psychologii založil Stanislav Grof, Američan českého původu (nar. 1931). Zabývá se mimořádnými změněnými stavy vědomí vznikajícími meditací, požitím psychotropních látek, mystickými praktikami a rituály. Terapie byla nejprve zakládána na experimentech s LSD, po jeho zákazu bylo nahrazeno technikou holotropního dýchání. Při intenzivním dýchání se totiž v krvi mění poměr mezi kyslíkem a oxidem uhličitým, pomocí čehož dochází ke změněnému stavu vědomí. Podle transpersonální psychologie může jedinec prožít např. zážitky svých předků, svůj vlastní porod, nebo se může cítit jako ztotožnění všeho bytí, promlouvat s bohem atd.
Právě kvůli předpokladu, že člověk může zažít minulý, dávno zapomenutý zážitek, a kvůli přesvědčení některých transpersonálních psychologů, že člověk v transu zažívá minulé životy či rozmlouvá s bohem, bývá transpersonální psychologie považována za pseudovědu či parapsychologii. Podle Jiřího Heřta jsou „názory transpersonální psychologie současnou psychologií jednoznačně odmítány“ a tento obor je pseudovědou. Stanislav Grof je také jedinou osobou, která v kategorii jednotlivců získala cenu Českého klubu skeptiků Sisyfos bludný balvan dvakrát.